# Comuna Pasicina, Stara Sîneava
Pasicina (în ucraineană Пасічна) este o comună în raionul Stara Sîneava, regiunea Hmelnîțkîi, Ucraina, formată din satele Hreceana, Pasicina (reședința) și Ridkodub.

## Demografie
Componența lingvistică a comunei Pasicina
     Ucraineană (98,34%)
     Rusă (1,38%)
     Alte limbi (0,06%)
Conform recensământului din 2001, majoritatea populației comunei Pasicina era vorbitoare de ucraineană (98,34%), existând în minoritate și vorbitori de rusă (1,38%).